# Catedral de San Jorge de Novi Sad

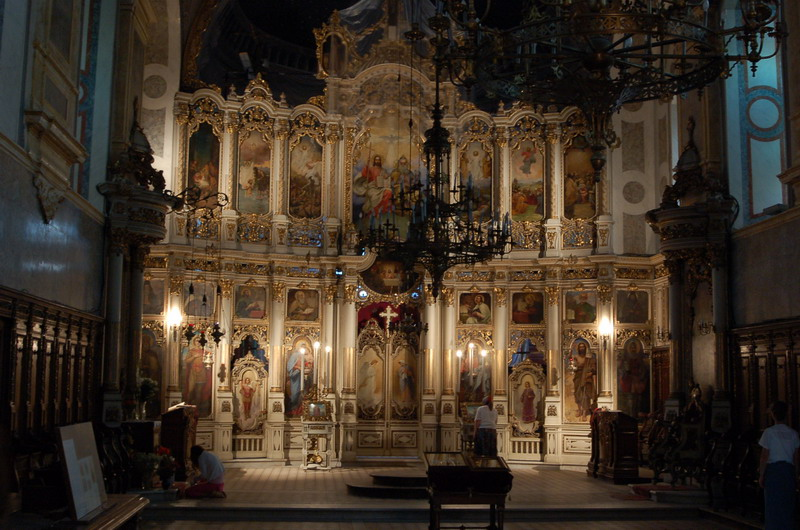
Iconostasio de la catedral, pintado por Paja Jovanović.

La Catedral Ortodoxa de San Jorge (en serbio cirilizado Саборни храм Светог великомученика Георгија) es una catedral ortodoxa serbia que es la iglesia principal de la Eparquía de Bačka. Se encuentra localizada en Novi Sad, capital de Voivodina, junto al palacio del obispo, en la Calle Nikole Pašića.
El templo actual fue edificado entre 1860 y 1905, después de que el templo anterior fuera destruido durante la revolución de 1848 y 1849. Esta iglesia fue construida en el lugar en que estaba una aún más antigua, que databa de 1734.
La catedral está dedicada a San Jorge de Capadocia, y al interior de esta se encuentran 33 íconos en el iconostasio, imagen históricas ubicadas por encima de los coros, así como otras dos imágenes-trono grandes, consideradas como las mejores obras eclesiásticas de Paja Jovanović.